# Pim Doesburg
 Pim Doesburg (Rotterdam, 1943. október 28. – 2020. november 18.) világbajnoki ezüstérmes holland labdarúgó, kapus.

## Pályafutása

### Klubcsapatban
1962 és 1967 között a Sparta Rotterdam labdarúgója volt és egy holland kupát nyert a csapattal. 1967 és 1970 között a PSV Eindhoven kapusa volt, majda visszatért a Spartához, ahol újabb tíz idényen át védett. 1980-ban ismét a PSV szerződtette és ebben az időszakban két bajnokságot nyert a csapattal. 1987-ben fejezte be az aktív labdarúgást.

### A válogatottban
1967 és 1981 között nyolc alkalommal szerepelt a holland válogatottban. Tagja volt az 1978-as világbajnoki ezüstérmes csapatnak. Részt vett az 1980-as olaszországi Európa-bajnokságon.

## Sikerei, díjai
Hollandia
- Világbajnokság
  - ezüstérmes: 1978, Argentína

 Sparta Rotterdam
- Holland kupa (KNVB beker)
  - győztes: 1966

 PSV Eindhoven
- Holland bajnokság
  - bajnok: 1985–86, 1986–87

## Statisztika

### Mérkőzései a holland válogatottban
| Hollandia | Hollandia          | Hollandia                            | Hollandia    | Hollandia | Hollandia | Hollandia     | Hollandia | Hollandia |
| #         | Dátum              | Helyszín                             | Hazai        | Eredmény  | Vendég    | Kiírás        | Gólok     | Esemény   |
| --------- | ------------------ | ------------------------------------ | ------------ | --------- | --------- | ------------- | --------- | --------- |
| 1.        | 1967. április 16.  | Antwerpen, Bosuilstadion             | Belgium      | 1 – 0     | Hollandia | barátságos    | -         |           |
| 2.        | 1967. május 10.    | Budapest, Népstadion                 | Magyarország | 2 – 1     | Hollandia | Eb-selejtező  | -         | 46'       |
| 3.        | 1979. május 22.    | Bern, Wankdorfstadion (SUI)          | Argentína    | 0 – 0     | Hollandia | barátságos    | -         |           |
| 4.        | 1980. június 11.   | Nápoly, Stadio San Paolo (ITA)       | Görögország  | 0 – 1     | Hollandia | Eb-csoportkör | -         | 18'       |
| 5.        | 1980. november 19. | Brüsszel, Heysel Stadion             | Belgium      | 1 – 0     | Hollandia | vb-selejtező  | -         |           |
| 6.        | 1980. december 30. | Montevideo, Estadio Centenario       | Uruguay      | 2 – 0     | Hollandia | Mundialito    | -         |           |
| 7.        | 1981. január 6.    | Montevideo, Estadio Centenario (URU) | Olaszország  | 1 – 1     | Hollandia | Mundialito    | -         |           |
| 8.        | 1981. február 22.  | Groningen, Stadion Oosterpark        | Hollandia    | 3 – 0     | Ciprus    | vb-selejtező  | -         |           |
|           | Összesen           |                                      |              | 8         | mérkőzés  |               | 0         | gól       |